# Day (New York)
Day ist eine Town im Saratoga County des US-Bundesstaates New York. Das U.S. Census Bureau hat bei der Volkszählung 2020 eine Einwohnerzahl von 819 ermittelt.
Die Town of Day liegt im nordwestlichen Teil des Countys, nordöstlich von Amsterdam.
Day liegt im Adirondack Park.

## Geographie
Nach den Angaben des United States Census Bureaus hat die Town eine Gesamtfläche von 180,09 km², wovon 166,05 km² Land und 14,04 km² (= 7,53 %) Gewässer sind.
Day grenzt an den Great Sacandaga Lake. Ihre nördliche Grenze wird durch die Grenze zum Warren County gebildet, und im Westen grenzt Day an das Hamilton County.

## Geschichte
Das Gebiet wurde 1797 erstmals von europäischstämmigen Siedlern besiedelt.
Die Town wurde 1819 aus Teilen der Towns of Edinburg bzw. Hadley unter dem Namen Concord gebildet.
Teile der Town wurden 1930 überflutet, als der Staudamm in Conklingville den heutigen Great Sacandaga Lake aufstaute. Einige der historischen Bauwerke wurden gesichert, indem sie an einen höheren Platz verlegt wurden, doch viele andere wurden durch den steigenden Wasserspiegel überschwemmt.
Das David Rayfiel House wurde 2009 in das National Register of Historic Places aufgenommen.

## Demographie
Zum Zeitpunkt des United States Census 2000 bewohnten Day 920 Personen. Die Bevölkerungsdichte betrug 5,5 Personen pro km². Es gab 1507 Wohneinheiten, durchschnittlich 9,0 pro km². Die Bevölkerung in Day bestand zu 98,26 % aus Weißen, 0 % Schwarzen oder African American, 0 % Native American, 0,11 % Asian, 0 % Pacific Islander, 0,65 % gaben an, anderen Rassen anzugehören, und 0,98 % nannten zwei oder mehr Rassen. 0,43 % der Bevölkerung erklärten, Hispanos oder Latinos jeglicher Rasse zu sein.
Die Bewohner Days verteilten sich auf 382 Haushalte, von denen in 26,4 % Kinder unter 18 Jahren lebten. 61,5 % der Haushalte stellten Verheiratete, 6,3 % hatten einen weiblichen Haushaltsvorstand ohne Ehemann und 28,0 % bildeten keine Familien. 23,6 % der Haushalte bestanden aus Einzelpersonen und in 10,2 % aller Haushalte lebte jemand im Alter von 65 Jahren oder mehr alleine. Die durchschnittliche Haushaltsgröße betrug 2,41 und die durchschnittliche Familiengröße 2,80 Personen.
Die Bevölkerung verteilte sich auf 22,2 % Minderjährige, 6,0 % 18–24-Jährige, 2,5 % 25–44-Jährige, 30,7 % 45–64-Jährige und 15,7 % im Alter von 65 Jahren oder mehr. Der Median des Alters betrug 43 Jahre. Auf jeweils 100 Frauen entfielen 104,4 Männer. Bei den über 18-Jährigen entfielen auf 100 Frauen 101,7 Männer.
Das mittlere Haushaltseinkommen in Day betrug 36.131 US-Dollar und das mittlere Familieneinkommen erreichte die Höhe von 38.281 US-Dollar. Das Durchschnittseinkommen der Männer betrug 32.375 US-Dollar, gegenüber 30.357 US-Dollar bei den Frauen. Das Pro-Kopf-Einkommen belief sich auf 17.949 US-Dollar. 19,3 % der Bevölkerung und 14,4 % der Familien hatten ein Einkommen unterhalb der Armutsgrenze, davon waren 32,9 % der Minderjährigen und 12,0 % der Altersgruppe 65 Jahre und mehr betroffen.

## Örtlichkeiten in Day
- Allentown – ein Weiler nördlich von Conklingville an der östlichen Stadtgrenze
- Conklingville – ein Weiler im südöstlichen Teil der Town
- Crowville – aufgelassene Siedlung am Westrand von Day
- Day Center – des Great Sacandaga Lake an der County Road 4 (North Shore Road)
- Lakeview – ein Weiler am Südufer des Great Sacandaga Lake
- Livingston Lake – ein See an der nördlichen Grenze von Day
- Overlook – ein Weiler östlich von Lakeview
- Tenant Lake – ein See westlich des Livingston Lake
- Tenant Mountain – ein Berg westlich des Tenant Lake, höchste Erhebung des Saratoga Countys
- Abeling Lane – eine kleine Siedlung an der North Shore Road